# Івась
«Івась» — радянський мальований мультиплікаційний фільм 1940 року знаменитого режисера-мультиплікатора Івана Іванова-Вано.

## Цікаві факти
Про пригоди білоруського хлопця Івася у білопанській Польщі та його звільнення Червоною Армією.

## Творці
- Автор сценарію — Л. Лукацький
- Режисер — Іван Іванов-Вано (у титрах І. Вано)
- Помічник режисера — О. Сніжко-Блоцька
- Художник-постановник — Олександр Трусов
- Композитор — Михайло Старокадомський
- Типажі — художник І. Семенова
- Технічний помічник — В. Свєшнікова
- Оператор — Михайло Друян
- Звукооператор — С. Ренський

Мультиплікатори:
- Ламіс Бредіс
- Олександр Біляков
- Михайло Ботов
- Дмитро Бєлов
- Борис Дежкін
- Роман Давидов
- Леонард Диковський
- Михайло Іртіньєв
- Ігор Коваленко
- Валентин Лалаянц
- К. Малишев
- Борис Петін
- Лев Попов
- Л. Сергєєв
- Анна Щекаліна

- Борис Толмазов — Івась
- Мілляр Георгій Францевич — генерал
- Володимир Лепко — полковник
- Мартінсон Сергій Олександрович — поручик
- Горюнов Анатолій Йосипович — капрал